# Amstrad Computer User
 (mai 2025).
Si vous disposez d'ouvrages ou d'articles de référence ou si vous connaissez des sites web de qualité traitant du thème abordé ici, merci de compléter l'article en donnant les références utiles à sa vérifiabilité et en les liant à la section « Notes et références ».
Amstrad Computer User était le magazine officiel de la série d'ordinateurs personnels 8 bits Amstrad CPC. Cette publication mensuelle, généralement appelée ACU par ses lecteurs, se concentrait davantage sur le côté matériel et technique de la gamme Amstrad, bien qu'elle ait également une petite section dédiée aux jeux.

## Historique
ACU a existé d'août 1984 à mai 1992, produisant 90 numéros au total. À l'origine, il s'agissait d'un bulletin bimensuel du club des utilisateurs d'Amstrad intitulé CPC464 User, qui a été renommé Amstrad Computer User lorsque le CPC664 est sorti en 1985. Son successeur était CPC Attack, lancé en juin 1992.